# Montjola-Weiher
Die Montjola-Weiher (auch: Montjola-See oder Montiola-Weiher, 686 m ü. A.) liegen auf der Hochebene Quadern in der Gemeinde Thüringen in Vorarlberg, Österreich.

## Geschichte
Die Montjola-Weiher wurden 1837 für den Betrieb der von John Douglass und Partner gegründeten Spinnerei und Weberei angelegt. In den 1980er-Jahren wurden die Weiher ausgebaggert.
2016 wurde der Montjola-Weiher II um etwa 250.000 Euro saniert und neu gestaltet und die Infrastruktur etwas erweitert. Gleichzeitig wurde ein „Historischer Erlebnis- und Lehrpfad“ errichtet, in dem die lange Geschichte der Wasserkraftnutzung für die Industrie in Thüringen veranschaulicht werden. Ein wesentlicher Teil der Kosten wurde über das LEADER-Maßnahmenprogramm der Europäischen Union gefördert.
2024 wurde zur Entlastung der Weiher und als Hochwasserschutz ein rund 700 Meter langer Stollen im Microminig-Verfahren verlegt, der das Überwasser des Schwarzbachs über das Schlosstobel in die Lutz abführt. Im Frühjahr 2025 erfolgte dann unter Beteiligung von Schülern der Volksschule Thüringen die Bepflanzung des renaturierten Weihers.

## Geographie / Topographie
Die Montjola-Weiher liegen etwa 400 m nördlich vom Ortszentrum von Thüringen. Die Weiher werden vor allem vom Schwarzbach gespeist und von diesem durchflossen. Vom Schloßtobel (Bach) erfolgt eine weitere, ca. 1,1 km lange Überleitung von Wasser. Der Abfluss erfolgt über den Montjola-Wasserfall (Schwarzbach) und eine Druckrohrleitung in das Kraftwerk Schwarzbach.
Die Weiher liegen am nördlichen Ende des besiedelten Gebietes von Thüringen. Zum Stadtzentrum von Feldkirch sind es etwa 15 km Luftlinie und etwa 35 km zum Bodensee.

## Nutzung
Die Montjola-Weiher wurden 1837 für die Nutzung der Wasserkraft für die Textilindustrie in Thüringen angelegt. Daneben sind die Montjola-Weiher seither ein beliebtes Ausflugsziel und Naherholungsgebiet.